# ヴァルター・レーテル
ヴァルター・レーテル（Walter Rethel 、1892年 - 1977年）は、ドイツの航空機設計者である。アラドや、メッサーシュミットの主任設計者を務めた。 
オートバイメーカーのCondorsで働いた後、オランダの航空機メーカーのフォッカーで働き、水上機のFokker B.Iや旅客機の Fokker F.VIIを設計した。ハインリッヒ・リュッベ（de:Heinrich Lübbe）が1921年に後にアラドになる会社を設立すると、主任設計者に迎えられた。ドイツで軍用機の製造ができるようになると、アラドはAr 65を開発した。これは新生ドイツ空軍の最初の戦闘機となった。さらに、10,000機以上も生産された練習機、Ar 66を1932年に初飛行させた。その後は、1934年にメッサーシュミットの主任設計者となり、Me109の設計に携わった。